# カンピオナート・パラエンセ
カンピオナート・パラエンセ (Campeonato Paraense) は、ブラジル・パラー州のサッカーリーグ。パラー州サッカー連盟 (Federação Paraense de Futebol, FPF) が主催する。日本ではパラー州選手権の名称で紹介されることが多い。

## 大会方式
2016年シーズン
大会はタッサ・シダーデ・ジ・ベレン (Taça Cidade de Belém) とタッサ・エスタド・ド・パラー (Taça Estado do Pará) の2つに分かれている。両大会共に以下の方式で戦う。
- ファーストステージ - 10チームを2つのグループに分け、1回総当りのリーグ戦を行う。各グループ上位2チームがセカンドステージへ進む。
- セカンドステージ - ファーストステージを勝ち上がった4チームによるトーナメント方式。準決勝・決勝共に1試合で勝敗を決する。

タッサ・シダーデ・ジ・ベレンとタッサ・エスタド・ド・パラーの優勝チーム同士で決定戦を行い、その勝者がカンピオナート・パラエンセ優勝となる。両大会で優勝チームが同じ場合、決定戦は行われない。
※ブラジルのほかの州選手権と同様に、大会方式は毎年変わり得る。

## 参加クラブ
2017年シーズン プリメイラ・ジヴィゾン (1部)
- アギア・ジ・マラバ
- カメタ（ポルトガル語版）
- カスタニャウ（ポルトガル語版）
- インデペンデンテ（ポルトガル語版）
- パラゴミナス（ポルトガル語版）
- パイサンドゥ
- ピニェイレンセ（ポルトガル語版）
- レモ
- サン・フランシスコ（ポルトガル語版）
- サン・ライムンド

## 歴代優勝クラブ
- 1908 ウニオン・スポルチーヴァ
- 1909 不開催
- 1910 ウニオン・スポルチーヴァ
- 1911 不開催
- 1912 不開催
- 1913 レモ
- 1914 レモ
- 1915 レモ
- 1916 レモ
- 1917 レモ
- 1918 レモ
- 1919 レモ
- 1920 パイサンドゥ
- 1921 パイサンドゥ
- 1922 パイサンドゥ
- 1923 パイサンドゥ
- 1924 レモ
- 1925 レモ
- 1926 レモ
- 1927 パイサンドゥ
- 1928 パイサンドゥ
- 1929 パイサンドゥ
- 1930 レモ
- 1931 パイサンドゥ
- 1932 パイサンドゥ

- 1933 レモ
- 1934 パイサンドゥ
- 1935 不開催
- 1936 レモ
- 1937 トゥナ・ルーゾ
- 1938 トゥナ・ルーゾ
- 1939 パイサンドゥ
- 1940 レモ
- 1941 トゥナ・ルーゾ
- 1942 パイサンドゥ
- 1943 パイサンドゥ
- 1944 パイサンドゥ
- 1945 パイサンドゥ
- 1946 不開催
- 1947 パイサンドゥ
- 1948 トゥナ・ルーゾ
- 1949 レモ
- 1950 レモ
- 1951 トゥナ・ルーゾ
- 1952 レモ
- 1953 レモ
- 1954 レモ
- 1955 トゥナ・ルーゾ
- 1956 パイサンドゥ
- 1957 パイサンドゥ

- 1958 トゥナ・ルーゾ
- 1959 パイサンドゥ
- 1960 レモ
- 1961 パイサンドゥ
- 1962 パイサンドゥ
- 1963 パイサンドゥ
- 1964 レモ
- 1965 パイサンドゥ
- 1966 パイサンドゥ
- 1967 パイサンドゥ
- 1968 レモ
- 1969 パイサンドゥ
- 1970 トゥナ・ルーゾ
- 1971 パイサンドゥ
- 1972 パイサンドゥ
- 1973 レモ
- 1974 レモ
- 1975 レモ
- 1976 パイサンドゥ
- 1977 レモ
- 1978 レモ
- 1979 レモ
- 1980 パイサンドゥ
- 1981 パイサンドゥ
- 1982 パイサンドゥ

- 1983 トゥナ・ルーゾ
- 1984 パイサンドゥ
- 1985 パイサンドゥ
- 1986 レモ
- 1987 パイサンドゥ
- 1988 トゥナ・ルーゾ
- 1989 レモ
- 1990 レモ
- 1991 レモ
- 1992 パイサンドゥ
- 1993 レモ
- 1994 レモ
- 1995 レモ
- 1996 レモ
- 1997 レモ
- 1998 パイサンドゥ
- 1999 レモ
- 2000 パイサンドゥ
- 2001 パイサンドゥ
- 2002 パイサンドゥ
- 2003 レモ
- 2004 レモ
- 2005 パイサンドゥ
- 2006 パイサンドゥ
- 2007 レモ

- 2008 レモ
- 2009 パイサンドゥ
- 2010 パイサンドゥ
- 2011 インデペンデンテ
- 2012 カメタ
- 2013 パイサンドゥ
- 2014 レモ
- 2015 レモ
- 2016 パイサンドゥ

## クラブ別優勝回数
| クラブ                   | 優勝 | 優勝年 |
| ------------------------ | ---- | --- |
| パイサンドゥ             | 46   | 1920, 1921, 1922, 1923, 1927, 1928, 1929, 1931, 1932, 1934, 1939, 1942, 1943, 1944, 1945, 1947, 1956, 1957, 1959, 1961, 1962, 1963, 1965, 1966, 1967, 1969, 1971, 1972, 1976, 1980, 1981, 1982, 1984, 1985, 1987, 1992, 1998, 2000, 2001, 2002, 2005, 2006, 2009, 2010, 2013, 2016 |
| レモ                     | 44   | 1913, 1914, 1915, 1916, 1917, 1918, 1919, 1924, 1925, 1926, 1930, 1933, 1936, 1940, 1949, 1950, 1952, 1953, 1954, 1960, 1964, 1968, 1973, 1974, 1975, 1977, 1978, 1979, 1986, 1989, 1990, 1991, 1993, 1994, 1995, 1996, 1997, 1999, 2003, 2004, 2007, 2008, 2014, 2015             |
| トゥナ・ルーゾ           | 10   | 1937, 1938, 1941, 1948, 1951, 1955, 1958, 1970, 1983, 1988 |
| ウニオン・スポルチーヴァ | 2    | 1908, 1910 |
| インデペンデンテ         | 1    | 2011 |
| カメタ                   | 1    | 2012 |